# Primera plana (noticiero)
Primera plana fue un noticiero de América Televisión que se emitió desde 1986 hasta 1996, cuando fue reemplazado por América noticias.

## Historia
Este noticiero fue lanzado en agosto de 1986, reemplazando a América en el mundo, que se transmitía desde 1981. En sus inicios, fue coproducido con una productora independiente a cargo de los realizadores César Santisteban,  Uriel Santisteban y Ernesto García Calderón Orbe. Esto debido a limitaciones de equipamiento y personal por parte de América Televisión para cubrir las noticias y ofrecer un formato que compitiera con los noticieros que por entonces se emitían en otros canales. Primera Plana desde su inicio iba a las 7 p. m.  solo por 15 minutos  y poco a poco llegó a una hora. Ernesto García Calderón Orbe fue el primer narrador del noticiero, lo reemplazó como narradora de noticias Rosa Lozano. Luego llegó María Elena Cantuarias Rey. Después fue reemplazada por Pablo Cateriano y Claudia Doig, que condujeron hasta el final. En ese entonces también crearon el noticiero Última hora que iba a las 11 de la noche con la narración de Güido Lombardi y Rosa Lozano. El director del noticiero fue Pedro Vega Mori.[cita requerida]
El noticiero Primera plana llegó a su fin, luego de diez años, el 20 de octubre de 1996, y fue reemplazado a la semana siguiente por América noticias.

## Presentadores
- Ernesto García Calderón Orbe (1986)
- Rosa Lozano Portocarrero (1986-1987)
- María Elena Cantuarias Rey (1987-1990)
- Pablo Cateriano Bellido (1987-1996)
- Mónica Cánepa (1989-1990)
- Jaime Bayly Letts (1990)
- María José Arguedas (1990-1993)
- Carmen Velasco (1991-1993)
- Claudia Doig Parodi (1990-1996)

### Bloque Deportivo
- Eduardo San Román (1986-1992)
- Alfonso "Pocho" Rospigliosi (1986-1988)
- Luis Miguel López-Cano (1986-1988)
- Alberto Beingolea (1987-1990)
- Gustavo Barnechea (1992-1994)
- Luis Trisano (1994-1996)

### Participaciones especiales
- Luis Rey de Castro (1990-1991)

## Logotipos
- 1986-1990: «PRIMERA» en letra de imprenta y abajo «plana» en letra cursiva, todo en color rojo.
- 1990-1995: El mismo, pero «PRIMERA» aparece en color azul.
- 1995-1996: Una «P» gris formada por líneas entrelazadas y doblada en 45°, sentido antihorario, al costado decía «Primera» pequeño en color rojo y abajo «PLANA» grande en color azul, todo en tipografía Impact.